# Gąski
Gąski [pronunciación en polaco: /ˈɡɔ̃esquí/] es un pueblo ubicado en el distrito administrativo de Gmina Wola Krzysztoporska, dentro del Distrito de Piotrków, Voivodato de Łódź, en Polonia central. Se encuentra aproximadamente a 4 kilómetros al noreste de Wola Krzysztoporska, a 6 kilómetros al suroeste de Piotrków Trybunalski, y a 48 kilómetros al sur de la capital regional Łódź.